# Schabziger
Schabziger – rodzaj szwajcarskiego sera, który jest produkowany z krowiego mleka. Ser ten jest zaliczany do serów dojrzewających oraz twarogowo-zwarowych. Ma pikantny smak i zieloną barwę, którą nadaje mu głównie nostrzyk alpejski.